# Milas
Milas (in der Antike Mylasa) ist eine Stadtgemeinde (Belediye) im gleichnamigen İlçe (Landkreis) der Provinz Muğla in der türkischen Ägäisregion und gleichzeitig ein Stadtbezirk der 2012 gebildeten Büyükşehir belediyesi Muğla (Großstadtgemeinde/Metropolprovinz). Seit der Gebietsreform ab 2013 ist die Gemeinde flächen- und einwohnermäßig identisch mit dem Landkreis.

## Geographie
Der Landkreis/Stadtbezirk grenzt intern an Bodrum im Südwesten, an Yatağan und Menteşe im Osten sowie an die Provinz Aydin im Norden. Im Süden und im Westen bildet die Ägäis eine natürliche Grenze. Milas liegt an der Hauptstraße von Izmir nach Bodrum, 20 km vom Flughafen Bodrum-Milas entfernt.

## Verwaltung
Der Landkreis (bzw. Kaza als Vorgänger) existierte schon vor Gründung der Türkischen Republik (1923). Zur ersten Volkszählung im Oktober 1927 wurden 32.877 Einwohner in 139 Dörfern (auf 1950 km² Fläche) gezählt, davon 7.346 im Verwaltungszentrum. 1868 erhielt der Ort die Rechte einer Gemeinde (Belediye) und damit einen Bürgermeister – dies kommt auch im Stadtlogo (Stadtwappen) zum Ausdruck.
(Bis) Ende 2012 bestand der Landkreis neben der Kreisstadt aus den fünf Stadtgemeinden (Belediye) Bafa, Beçin, Güllük, Ören und Selimiye sowie 114 Dörfern (Köy) in vier Bucaks, die während der Verwaltungsreform 2013/2014 in Mahalle (Stadtviertel/Ortsteile) überführt wurden. Die 13 existierenden Mahalle der Kreisstadt blieben erhalten, während die 15 Mahalle der fünf o. g. anderen Belediye vereint und zu je einem Mahalle reduziert wurden. Durch Herabstufung dieser Belediye und der Dörfer zu Mahalle stieg deren Zahl auf 132 an. Ihnen steht ein Muhtar als oberster Beamter vor.
Ende 2020 lebten durchschnittlich 1.085 Menschen in jedem Mahalle, 10.978 Einw. im bevölkerungsreichsten (İsmet Paşa Mah.).

## Geschichte
Das antike Mylasa war eine der wichtigsten Städte im Inland von Karien. Frühe, unzureichend publizierte Funde stammen aus der späten Bronzezeit, darunter auch einige Fragmente mykenischer Tongefäße, wohl aus dem 15. bis 13./12. Jahrhundert v. Chr. Mylasa gehörte im 5. Jahrhundert v. Chr. kurzzeitig zum Attischen Seebund und war im 4. Jahrhundert Sitz der karischen Herrscher aus der Dynastie der Hekatomniden, bevor Maussolos seinen Sitz um 360 v. Chr. nach Halikarnassos, dem heutigen Bodrum, verlegte. In hellenistischer Zeit gehörte Mylasa nacheinander zu verschiedenen Reichen. Während des Einfalls der Parther 40 v. Chr. wurde es schwer verwüstet und hatte während der römischen Kaiserzeit keine große Bedeutung mehr, auch wenn es in der Spätantike Sitz eines christlichen Bischofs wurde. Milas war die Hauptstadt des Beylik der Mentesche.
Die frühesten in Mylasa geprägten Münzen zeigen eine Löwenprotome auf dem Avers und ein Quadratum incusum auf dem Revers.

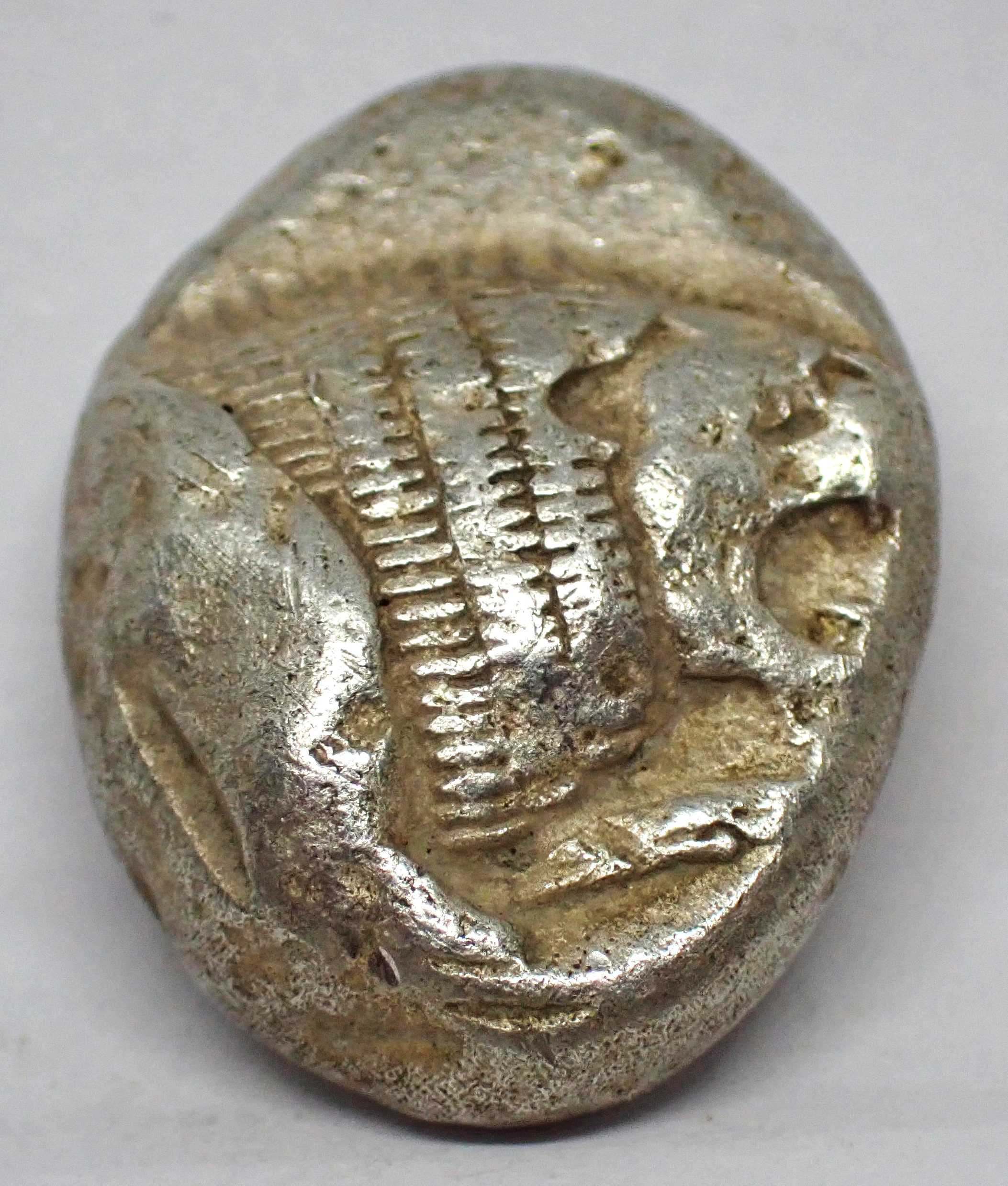
Stater aus Mylasa (Karien) mit Löwenprotome, Szaivert/Sear 4890, Avers

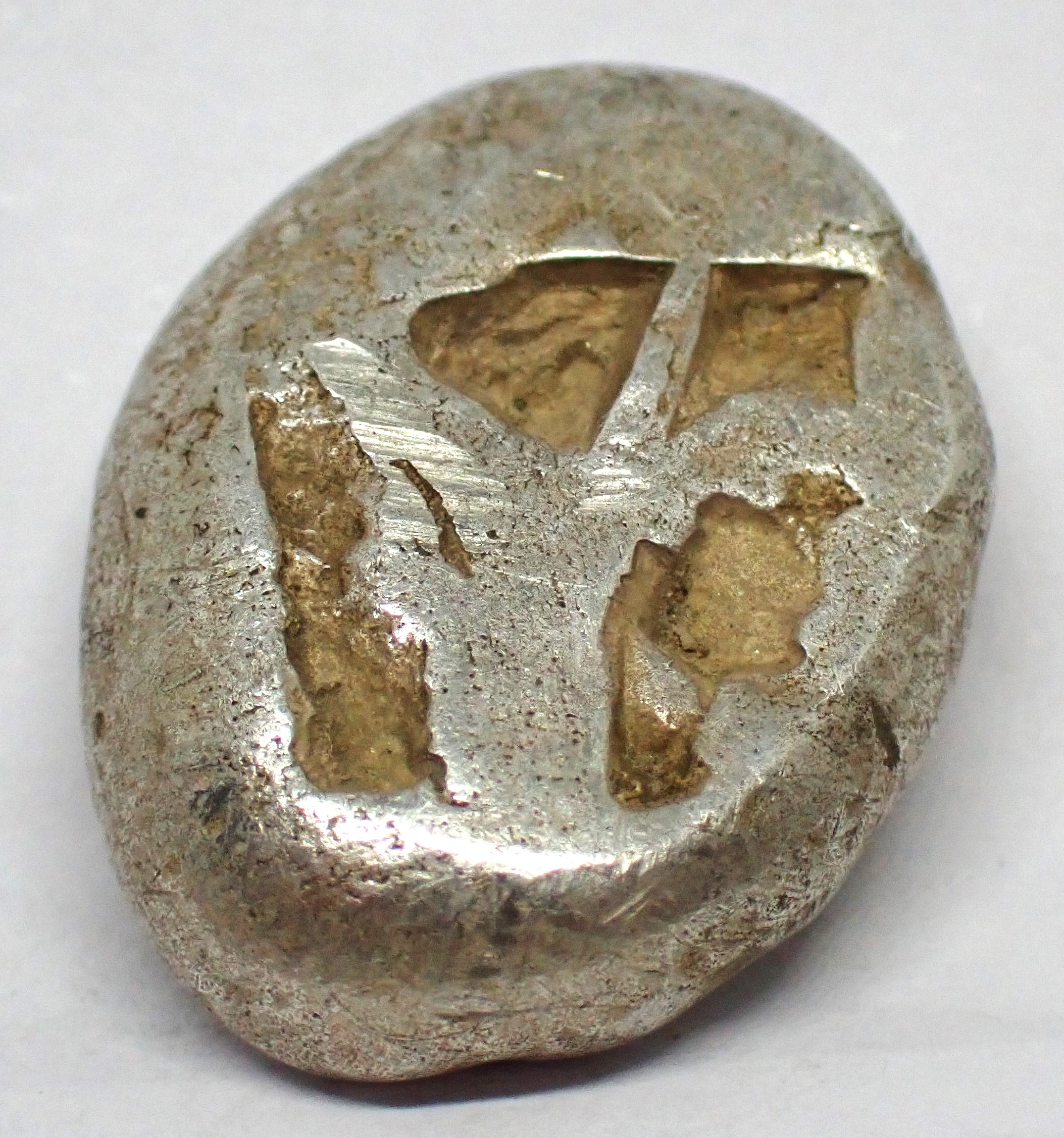
Revers des Staters aus Mylasa, ca. 520–490 v. Chr., Revers

Möglicherweise kann Mylasa mit der in hethitischen Quellen mehrmals erwähnten Stadt Mutamutašša gleichgesetzt werden.

## Sehenswürdigkeiten

Die alte Karawanserei

Die Stadt hat einen bekannten Wochenmarkt, der nicht nur Touristen einen malerischen Anblick bietet, sondern auch Quelle erstklassiger und preiswerter Olivenöle ist (die Umgebung ist ein einziges Olivengebiet). Sehenswert sind neben alten türkischen Häusern, Handwerkerläden und Karawansereien zwei Moscheen aus dem 14. Jahrhundert, eine davon mit Giebelminarett (Orhan Bey Camii, 1330), ein sehr gut erhaltenes römisches Grabmal aus dem 1. Jahrhundert v. Chr., im Stil ähnlich dem Weltwunder von Halikarnassos (Bodrum), und ein archäologisches Museum mit Stücken aus vorklassischer, klassischer, hellenistischer, römischer, byzantinischer und osmanischer Zeit.
Etwas versteckt lag bisher das Uzunyuva („Langes/Hohes Nest“) genannte Bauwerk. Die einzelne, auf einem hohen Sockelbau stehende Säule korinthischen Typs wurde bislang als Rest des Tempels des Zeus Karios angesehen. Jedoch erhielten türkische Archäologen Kenntnis von einer Grabkammer, die sich tief unter dem Sockelbau befindet; die daraufhin gestarteten Ausgrabungen ergaben bemerkenswerte Erkenntnisse. So handelte es sich bei dem Bauwerk wohl um einen Vorläufer des Maussolleions von Halikarnassos, des Grabmals des Maussolos. Aufgrund der prächtigen Wandmalereien und der figürlichen Darstellungen des in der Grabkammer gefundenen Sarkophages geht man davon aus, dass Maussolos das Bauwerk für seinen Vater Hekatomnos errichtete.
Sehenswert in der Umgebung sind Labraunda (Labranda), eine alte Kultstätte des Zeus Labraundos in den Bergen, Euromos nahe der Straße nach Selimiye in einem Olivenhain gelegen – einer der besterhaltenen Tempel in weiter Umgebung (die Hälfte der einst 32 korinthischen Säulen steht noch), sowie am Ostrand des Ortes auf einem Vulkankegel Peçinkale, Burg eines vorosmanischen Clans, der einst Südwestanatolien beherrschte.
Etwas weiter in Richtung Izmir liegen der Bafasee und das Latmosgebirge mit Herakleia am Latmos und anderen, nicht leicht auffindbaren Sehenswürdigkeiten. Nordöstlich des Sees ist an einem Überhang im Osten des Latmos die hethitische Felsinschrift am Suratkaya eingeritzt.

## Teppiche
Nach Milas sind die in der Umgebung entstandenen Milas-Teppiche genannt.

## Persönlichkeiten
- Albert Jean Amateau (1889–1996), Rabbiner
- Berkin Arslan (* 1992), Fußballspieler